# Clarinhas
As clarinhas, também conhecidas como clarinhas de fão e pastéis da clarinha, são um doce conventual português, que consiste num pastel de massa fina típico de forma rectangular ou meia-lua, recheado com doce de gila, envolvidos em gemas de ovo fritos e polvilhados com açúcar.

## Origem geográfica
O nome deste doce conventual alude à vila de Fão do município de Esposende, no Baixo Minho.

## História
O primeiro registo conhecido das Clarinhas de Fão remonta à cidade de Barcelos, durante o séc. XIX. Mais concretamente, reporta-se à Confeitaria Salvação, fundada em 1830,  esta está encerrada ao público.

Crê-se que as clarinhas foram inventadas no mosteiro de Santa Clara tendo-se tornado celebres em Fão por várias famílias que as comercializaram